# Jhonny Cedeño
Jhonny José Cedeño (ur. 26 kwietnia 1976) – wenezuelski zapaśnik w stylu wolnym. Zajął 30 miejsce w mistrzostwach świata w 2001. Czwarty na igrzyskach panamerykańskich w 2003, piąty w 1999. Zdobył brązowy medal mistrzostw panamerykańskich w 2001. Mistrz igrzysk Ameryki Południowej w 2002 i trzeci w 1998. Srebrny medalista igrzysk Ameryki Środkowej i Karaibów w 1998 i brązowy w 2002. Wicemistrz igrzysk boliwaryjskich w 2001 roku.